# Голубів (хутір)
Голубів (хутір Голуба, Голуб, рос. Голубев, Голуб, Голубина, пол. Hołub, Hołubina) — колишній хутір у Червонохатківській сільській раді Щорського району Житомирської області Української РСР.

## Населення
Наприкінці 19 століття в поселенні налічувалося 76 мешканців, дворів — 9, у 1906 році — 26 мешканців, дворів — 8, у 1923 році — 65 осіб, дворів — 12, у 1924 році — 82 особи (з перевагою населення польської національности), дворів — 13.

## Історія
Наприкінці 19 століття — хутір Чуднівської волості Житомирського повіту Волинської губернії. Входив до православної парафії в Ясногороді.
У 1906 році — хутір Чуднівської волості (3-го стану) Житомирського повіту Волинської губернії. Відстань до повітового центру, м. Житомир, становила 40 верст, до волосного центру містечка Чуднів — 25 верст. Поштове відділення — Чуднів.
У березні 1921 року, в складі волості, переданий до новоутвореного Полонського повіту Волинської губернії. У 1923 році включений до складу новоствореної Дранецькохатківської (згодом — Червонохатківська) сільської ради, яка 7 березня 1923 року увійшла до складу новоутвореного Чудеівського району Житомирської (згодом — Волинська) округи. Розміщувалося за 25 верст від районного центру міст. Чуднів, за 1,5 версти від центру сільської ради с. Дранецькі Хатки. 1 вересня 1925 року, в складі сільської ради, передане до новоствореного Довбишського (згодом — Мархлевський) району, 17 жовтня 1935 року — до складу Баранівського району Київської області, 14 травня 1939 року — до складу новоутвореного Щорського району Житомирської області.
Виключений з обліку населених пунктів до 1 жовтня 1941 року.